# Sky Shoot Out 2011
Sky Shoot-Out 2011 (также известен как Caesarscasino.com Shoot-Out 2011 — по названию одного из спонсоров) — однофреймовый пригласительный снукерный турнир, который прошёл 28-30 января на арене цирка в Блэкпуле. Победителем стал Найджел Бонд, обыгравший в финале Роберта Милкинса со счётом 58-24.

## Формат
В розыгрыше приняли участие игроки из топ-64 официального рейтинга. Перед каждым раундом проходила случайная жеребьёвка. Продолжительность фрейма составляла не более 10 минут при 20-секундном ограничении на удар на первые пять минут фрейма и 15-секундном на вторую пятиминутку. После фола соперник мог поставить биток в любую точку стола. Игра велась без возможности тайм-аутов.

## Призовые
- Победитель: £ 32 000
- Финалист: £ 16 000
- Полуфиналисты: £ 8 000
- Четвертьфиналисты: £ 4 000
- Третий раунд: £ 2 000
- Второй раунд: £ 1 000
- Первый раунд: £ 500
- Высший брейк: £ 2 000
- Общий призовой фонд: £ 130 000

## Результаты

### 1-й раунд
| Эндрю Хиггинсон 27-16 Джейми Бёрнетт |
| Том Форд 84-0 Стивен Магуайр         |
| Роберт Милкинс 82-6 Мартин Гоулд     |
| Фергал О'Брайен 55-29 Стивен Хендри  |
| Джимми Мики 21-32 Маркус Кэмпбелл    |
| Марк Кинг 79-0 Джимми Робертсон      |
| Эльфи Бёрден 106-0 Мэттью Селт       |
| Питер Лайнс 65-24 Барри Хокинс       |
| Ронни О'Салливан 113-0 Марко Фу      |
| Стивен Ли 62-34 Майкл Холт           |
| Майкл Джадж 26-72 Алан Макманус      |
| Марк Уильямс 7-93 Джон Хиггинс       |
| Грэм Дотт 99-16 Мэттью Коуч          |
| Эдриан Ганнэл 85-30 Дэвид Моррис     |
| Джейми Коуп 1-81 Кен Доэрти          |
| Джадд Трамп 52-31 Дэйв Харольд       |

| Барри Пинчес 15-106 Нил Робертсон    |
| Шон Мёрфи 28-30 Рори Маклауд         |
| Джерард Грин 38-55 Род Лоулер        |
| Мэттью Стивенс 36-67 Майк Данн       |
| Стюарт Петтман 41-35 Бьёрн Ханевеер  |
| Энди Хикс 34-44 Марк Селби           |
| Дин Цзюньхуэй 15-71 Доминик Дэйл     |
| Джимми Уайт 28-62 Алистер Картер     |
| Найджел Бонд 46-24 Джо Джогия        |
| Тони Драго П-отказ Лян Вэньбо        |
| Джо Пэрри 130-0 Рики Уолден          |
| Джо Свэйл 6-49 Марк Дэвис            |
| Энтони Хэмилтон 70-31 Энтони Макгилл |
| Стюарт Бинэм 51-31 Иан Маккалох      |
| Марк Аллен 34-71 Райан Дэй           |
| Питер Эбдон 24-69 Стив Дэвис         |

### 2-й раунд
| Найджел Бонд 96-0 Стивен Ли Джадд Трамп 31-30 Марк Дэвис Маркус Кэмпбелл 67-1 Эндрю Хиггинсон Майк Данн 66-59 Эльфи Бёрден Роберт Милкинс 54-9 Том Форд Стюарт Бинэм 37-34 Эдриан Ганнэл Рори Маклауд 61-57 Тони Драго Марк Селби 89-6 Стюарт Петтман | Питер Лайнс 54-47 Джон Хиггинс Нил Робертсон 50-49 Алан Макманус Ронни О'Салливан 93-34 Род Лоулер Фергал О'Брайен 57-48 Алистер Картер Энтони Хэмилтон 52-15 Доминик Дэйл Марк Кинг 120-0 Стив Дэвис Кен Доэрти 83-25 Джо Пэрри Райан Дэй 53-40 Грэм Дотт |

### 3-й раунд
| Марк Кинг 61-5 Фергал О'Брайен Найджел Бонд 47-45 Рори Маклауд Майк Данн 46-6 Стюарт Бинэм Джадд Трамп 39-37 Питер Лайнс | Роберт Милкинс 48-22 Райан Дэй Нил Робертсон 63-13 Кен Доэрти Ронни О'Салливан 123-6 Марк Селби Маркус Кэмпбелл 88-0 Энтони Хэмилтон |

### 4-й раунд
| Роберт Милкинс 50-27 Джадд Трамп Найджел Бонд 29-23 Марк Кинг | Маркус Кэмпбелл 57-49 Нил Робертсон Ронни О'Салливан 97-14 Майк Данн |

### Полуфиналы
| Найджел Бонд 55-14 Маркус Кэмпбелл | Роберт Милкинс 72-35 Ронни О'Салливан |

### Финал
Найджел Бонд 58-24 Роберт Милкинс 

## Сенчури-брейки
- 123, 113 Ронни О'Салливан
- 112 Марк Кинг
- 106 Эльфи Бёрден